# (2323) Zverev
(2323) Zverev est un astéroïde de la ceinture principale.

## Description
(2323) Zverev est un astéroïde de la ceinture principale. Il fut découvert le 24 septembre 1976 à Naoutchnyï par Nikolaï Tchernykh. Il présente une orbite caractérisée par un demi-grand axe de 3,14 UA, une excentricité de 0,15 et une inclinaison de 4,6° par rapport à l'écliptique.

## Compléments